# Ikabja
Ikabja (Russisch: Икабья) is een posjolok (dorp), selskoje poselenieje en spoorwegstation in het oosten van het district Kalar in het noorden van de Russische kraj Transbaikal. De plaats telde ruim 500 inwoners bij de volkstelling van 2010.
De naam komt van het Evenkse woord ike ("ketel, emmer") en zou "damestas voor sieraden" betekenen.

## Geografie
Het dorp ligt aan de linkeroever van de gelijknamige rivier Bolsjaja Ikabja ("grote Ikabja", zijrivier van de Tsjara), op 40 kilometer ten noordoosten van het districtscentrum Novaja Tsjara. Ikabja heeft een spoorwegstation aan de Spoorlijn Baikal-Amoer (BAM).
In het dorp bevinden zich onder andere een middelbare internaatschool, een cultureel centrum en een bibliotheek.

## Geschiedenis
Ikabja werd gesticht met de aanleg van de BAM. Op 7 februari 1980 begon de aanleg van het spoor bij de toekomstige plaats door een team van bouwers en houthakkers van de BAMstrojpoet (de afdeling bouw van de BAM) onder leiding van Moldaviër Vasili Koedar. Op 30 maart 1981 kwamen 300 leden van een studentenbouwbrigade van een van de oedarnië strojki van de Komsomol vanuit Oekraïne naar Ikabja om de BAMstrojpoet te versterken. In juli van dat jaar kwam nog een bouwbrigade uit de Georgische SSR. In 1981 werd ook de eerste school geopend.
Het was aanvankelijk net als alle BAM-dorpen een (tijdelijke) vachtovy posjolok.
Op 24 september 1983 arriveerde de eerste trein, waarna in 1984 werd begonnen met de bouw van het dorp en het station. In 1988 kwam het station gereed.
De invloed van de Georgische bouwers is duidelijk zichtbaar in het dorp. In de gebouwen is gebruik gemaakt van donkere tufsteen, licht marmer en metalen reliëfs. Boven de ingangen van de woongebouwen zijn tekeningen met thema's rond de Georgische bergen aangebracht.

## Bevolkingsontwikkeling
| Demografische ontwikkeling van de plaats tussen 1981 en 2010 |
| ------------------------------------------------------------ |
|                                                              |
| ■ Российский союз сельской молодежи ■ Volkstelling           |

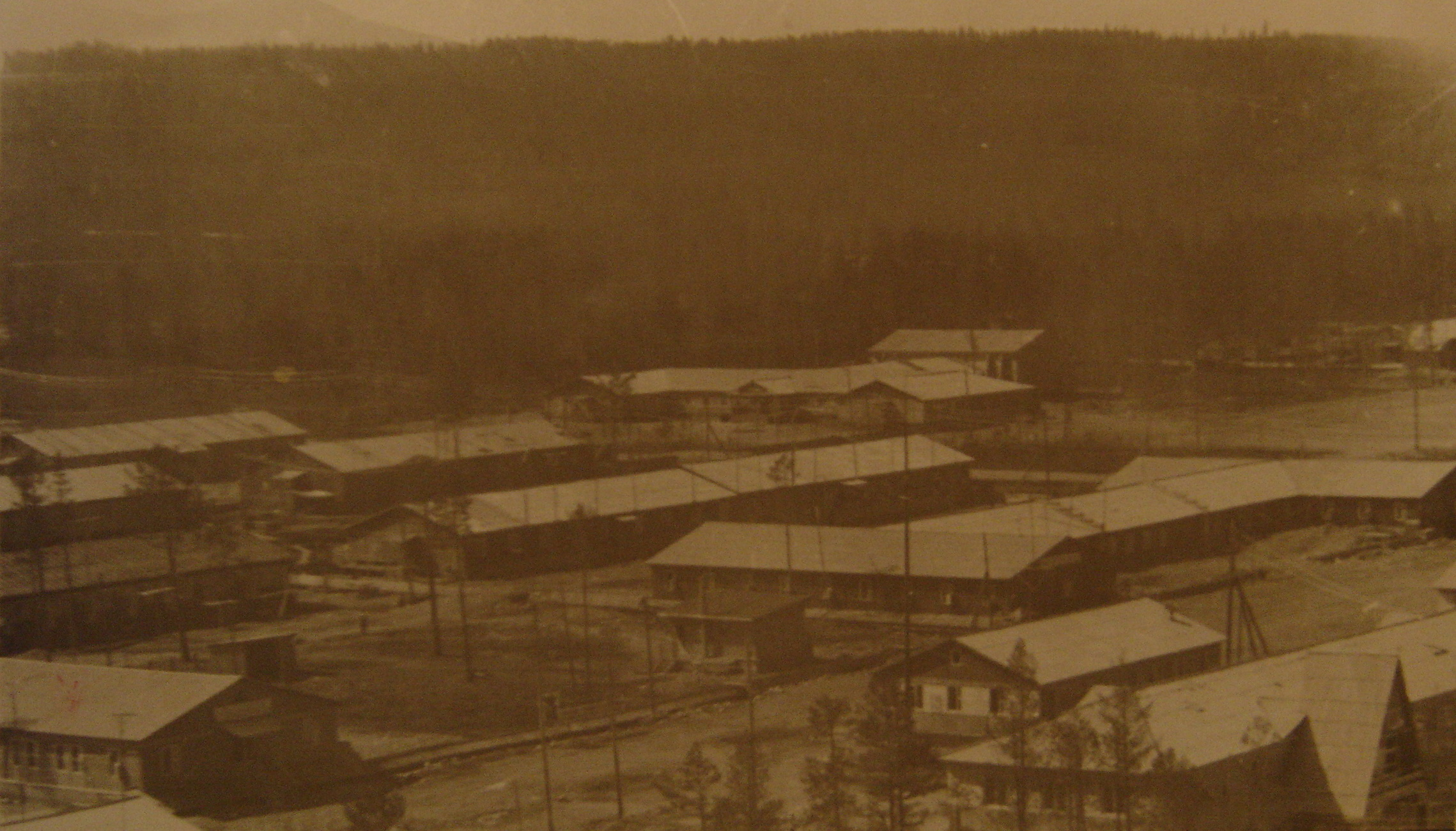
Gebouwen in Ikabja rond 1985
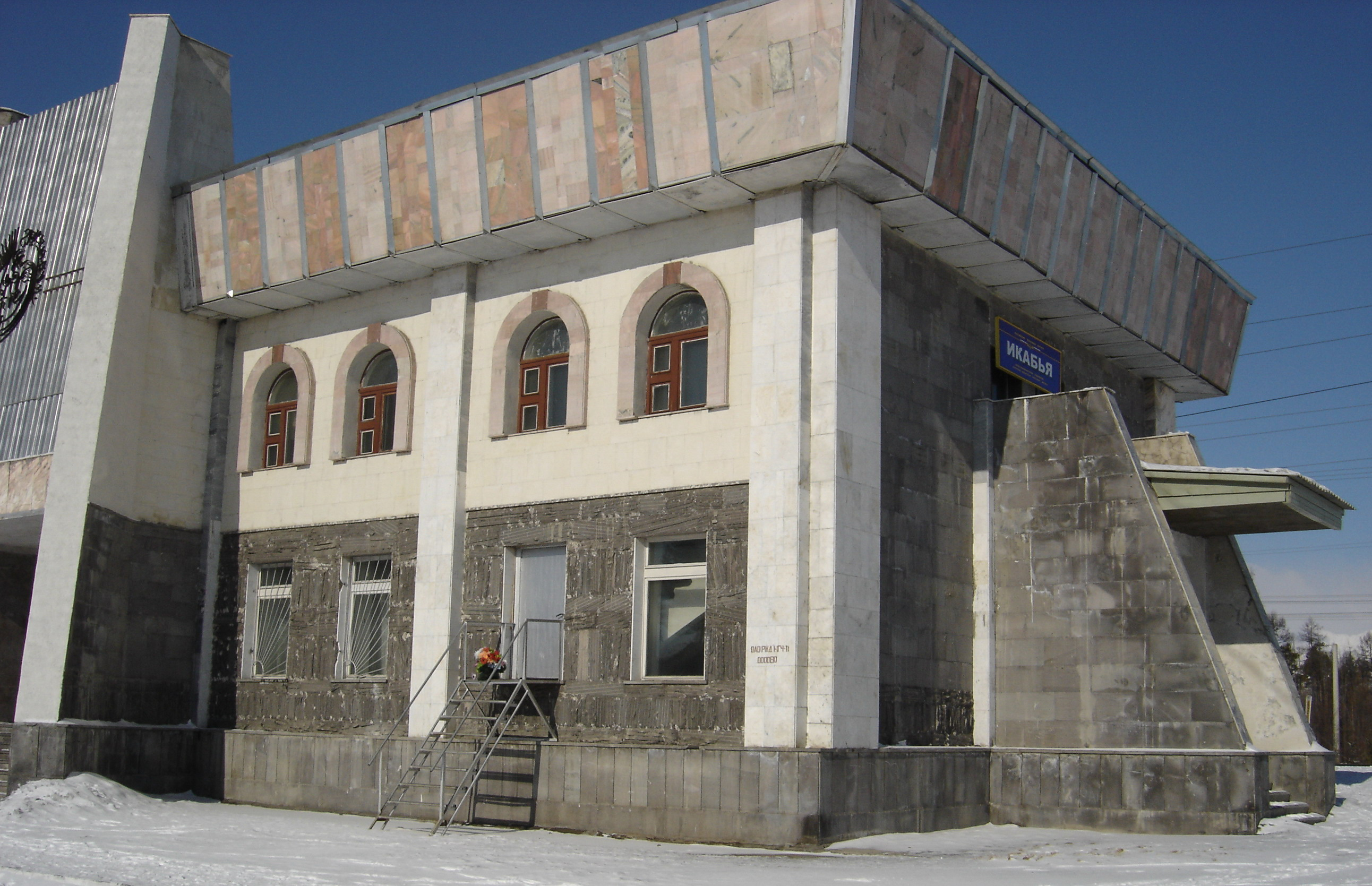
Stationsgebouw van Ikabja

Bestuurlijk centrum: Novaja Tsjara

Ikabja · Kjoest-Kemda · Koeanda · Neljaty · Oedokan · Tsjapo-Ologo · Tsjara